# Kortenaer-klass
Kortenaer-klassen är en klass fregatter konstruerade för Nederländernas flotta under 1970-talet. Totalt tolv fartyg beställdes, men två såldes till Grekland redan innan de var färdigbyggda. För att ersätta dessa två fartyg beställde nederländska flottan i stället två fartyg av Jacob van Heemskerck-klassen som är en vidareutveckling av Kortenaer-klassen.
Den tyska Bremen-klassen är baserade på Kortenaer-klassen, men är tillverkade på licens i Västtyskland och har ett kombinerat diesel-gasturbin maskineri.
I slutet av 1990-talet avrustades Kortenaer-klassen och alla fartyg såldes till Grekland utom två som såldes till Förenade arabemiraten. I Grekland kallas fartygsklassen för Elli-klass. Två av de grekiska fartygen avrustades i början på 2010-talet, men övriga är fortfarande i tjänst.

## Fartyg i klassen

### Kortenaer
Påbörjad: 8 april 1975, Sjösatt: 18 december 1976, Tagen i tjänst: 26 oktober 1976, Såld till Grekland 1997

Kortenaer (F807) är det första fartyget i Kortenaer-klassen och det åttonde fartyget i Nederländska marinen att uppkallas efter amiralen Egbert Bartolomeusz Kortenaer. År 1997 avrustades fartyget och såldes till Grekland där hon fick namnet Kountouriotis (F462) efter amiralen Pavlos Kountouriotis.

### Callenburgh
Påbörjad: 2 september 1975, Sjösatt: 26 mars 1977, Tagen i tjänst: 26 juli 1979, Såld till Grekland 1994

Callenburgh (F808) är det andra fartyget i Kortenaer-klassen och det andra fartyget i Nederländska marinen att uppkallas efter amiralen Gerard Callenburgh. År 1994 avrustades hon och såldes till Grekland där hon fick namnet Adrias (F459).

### Van Kinsbergen
Påbörjad: 2 september 1975, Sjösatt: 16 april 1977, Tagen i tjänst: 24 april 1980 Såld till Grekland 1995

Van Kinsbergen (F809) är det tredje fartyget i Kortenaer-klassen och det fjärde fartyget i Nederländska marinen att uppkallas efter amiralen och greven Jan Hendrik van Kinsbergen. Prins Willem-Alexander tjänstgjorde 1988 som underofficer på Van Kinsbergen. År 1995 avrustades hon och såldes hon till Grekland där hon fick namnet Navarinon (F461).

### Banckert
Påbörjad: 25 februari 1976, Sjösatt: 30 september 1978, Tagen i tjänst: 29 oktober 1980, Såld till Grekland 1993

Banckert (F810) är det fjärde fartyget i Kortenaer-klassen och det femte fartyget i Nederländska marinen att uppkallas efter amiralen Adriaen Banckert. År 1993 avrustades hon och såldes till Grekland där hon fick namnet Aigaion (F460).

### Piet Hein
Påbörjad: 28 april 1977, Sjösatt: 3 juni 1978, Tagen i tjänst: 14 april 1981, Såld till Förenade Arabemiraten 1998

Piet Hein (F811) är det femte fartyget i Kortenaer-klassen och är det nionde fartyget i Nderländska marinen att uppkallas efter kaparen Piet Pieterszoon Hein. År 1998 avrustades hon och såldes till Förenade arabemiraten där hon fick namnet Al-Emirat (F02). År 2010 avrustades hon på nytt och såldes till det privata företaget Abu Dhabi Mar där hon byggdes om till lyxjakt med namnet Swift 141, i senare skede M/Y Yas.

### Elli
Påbörjad: 11 juli 1977, Sjösatt: 15 december 1979, Såld till Grekland 10 oktober 1981, Tagen i tjänst: 15 november 1981

Elli (F450) började byggas för Nederländska marinen som Pieter Florisz, men hon såldes till Grekland innan hon var färdig. Hon är det tredje grekiska fartyget att uppkallas efter slaget vid Elli 1912. Elli deltog i Gulfkriget som en del av koalitionsstyrkorna. Elli och Limnos skiljer sig från de andra fartygen i klassen genom tyngre beväpning. De har ytterligare en OtoMelara 76 mm kanon på helikopterhangarens tak och två 20 mm Phalanx CIWS på utbyggnader på var sin sida om radarmasten.

### Limnos

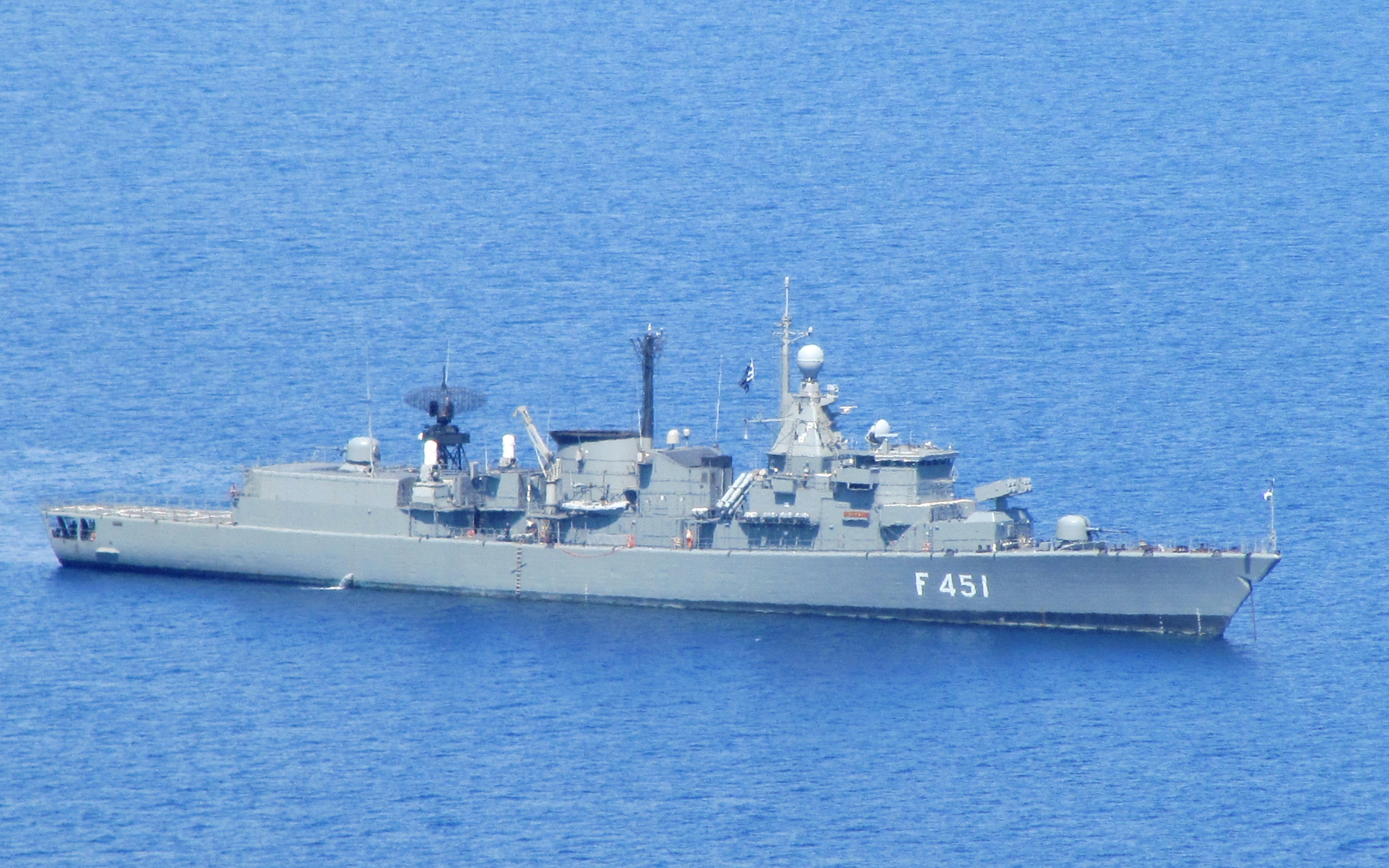
Limnos utanför Rhodos, september 2009.

Påbörjad: 13 juni 1978, Sjösatt: 27 oktober 1979, Såld till Grekland i juli 1981, Tagen i tjänst: 18 september 1982

Limnos (F451) började byggas för Nederländska marinen som Witte de With, men hon såldes till Grekland innan hon var färdig. Hon är det tredje grekiska fartyget att uppkallas efter slaget vid Lemnos 1913. 

### Abraham Crijnssen
Påbörjad: 25 oktober 1978, Sjösatt: 16 maj 1981, Tagen i tjänst: 6 januari 1973, Såld till Förenade Arabemiraten 1997

Abraham Crijnssen (F816) är det andra fartyget i Nederländska marinen att uppkallas efter kommendörkapten Abraham Crijnssen. År 1997 avrustades hon och såldes till Förenade arabemiraten där hon fick namnet Abu Dhabi (F01). I likhet med sitt systerfartyg håller även Abu Dhabi på att bli ombyggd till lyxjakt med namnet Swift 135.

### Philips van Almonde
Påbörjad: 1 oktober 1977, Sjösatt: 11 augusti 1979, Tagen i tjänst: 2 december 1981, Såld till Grekland 2002

Philips van Almonde (F823) är det andra fartyget i Nederländska marinen att uppkallas efter amiralen Philip van Almonde. År 2002 avrustades hon och såldes till Grekland där hon fick namnet Themistoklis (F465) efter den antike härföraren Themistokles.

### Bloys van Treslong
Påbörjad: 5 maj 1978, Sjösatt: 15 november 1980, Tagen i tjänst: 25 november 1982, Såld till Grekland 2003

Bloys van Treslong (F824) är det andra fartyget i Nederländska marinen att uppkallas efter adelsmannen och upprorsledaren Willem Bloys van Treslong. År 2003 avrustades hon och såldes till Grekland där hon fick namnet Nikiforos Fokas (F466) efter den bysantinske kejsaren Nikeforos II Fokas.

### Jan van Brakel
Påbörjad: 16 november 1979, Sjösatt: 16 maj 1981, Tagen i tjänst: 14 april 1983, Såld till Grekland 2001

Jan van Brakel (F825) är det andra fartyget i Nederländska marinen att uppkallas efter konteramiral Jan van Brakel. År 2001 avrustades hon och såldes till Grekland där hon fick namnet Kanaris (F464) efter amiralen och politikern Konstantinos Kanaris.

### Pieter Florisz
Påbörjad: 2 januari 1981, Sjösatt: 8 maj 1982, Tagen i tjänst: 11 oktober 1983, Såld till Grekland 2001, Avrustad: 2013

Pieter Florisz (F826) var ursprungligen tänkt att få namnet Willem van der Zaan, men fick överta namnet Pieter Florisz från Elli när hon såldes till Grekland. Hon är det tredje fartyget i Nederländska marinen att uppkallas efter amiralen Pieter Floriszoon. År 2001 avrustades hon och såldes till Grekland där hon fick namnet Bouboulina (F463) efter Laskarina Bouboulina. Hon avrustades igen 18 februari 2013 och ligger sedan dess i malpåse.